# Piet Fransen (Fußballspieler)
Petrus Jan „Piet“ Fransen (* 5. Juli 1936 in Groningen; † 2. August 2015 ebenda) war ein niederländischer Fußballspieler des niederländischen Erstligisten FC Groningen.
Er gehörte von 1964 bis 1966 der niederländischen Fußballnationalmannschaft an.

## Laufbahn
Fransen begann seine fußballerische Betätigung 1952 bei dem Groninger Amateurfußballverein Velocitas 1897, der nach der Umstrukturierung der niederländischen Fußballliga ab 1956 in der semiprofessionellen Tweede Divisie spielte. Seit 1957 spielte Fransen als Profispieler beim GVAV Rapiditas Groningen, der Vorgängermannschaft des FC Groningen. Im Sommer 1965 wechselte er zum amtierenden niederländischen Meister Feyenoord Rotterdam, mit dem er unter anderem im Europapokal der Landesmeister spielte. Bereits anderthalb Jahre später kehrte Fransen nach Groningen zum GVAV zurück. 
Beim Qualifikationsspiel gegen Albanien für die Fußball-Weltmeisterschaft 1966 am 25. Oktober 1964 wurde Fransen erstmals in der niederländischen Nationalmannschaft eingesetzt. Insgesamt bestritt er sechs Länderspiele. Beim Freundschaftsspiel am 26. Januar 1965 gegen Israel gelang ihm sein einziger Treffer im Trikot der Nationalelf. Es war der 1:0-Siegtreffer. Seinen letzten Länderspieleinsatz absolvierte er am 23. März 1966 bei einem Freundschaftsspiel gegen Deutschland in Rotterdam, das 4:2 für die Deutschen ausging.
Fransen gehörte zu der legendären Mannschaft seines Groninger Stammvereins, die 1971 den Aufstieg in die niederländische Eredivisie schaffte, die höchste niederländische Spielklasse. Der Verein wurde im gleichen Jahr in FC Groningen umbenannt und neu gegründet. Fransen trägt den Spielernamen Mister FC Groningen und gilt als Verkörperung dieses vereinsgeschichtlich bedeutenden Ereignisses.
Nach seinem Karriereende 1973 spielte er noch eine Zeitlang beim ACV Assen und bei Gronitas Groningen. Der FC Groningen stieg in der Saison nach Fransens Abgang wieder ab und kam erst 1980 erneut in die Eredivisie, der er seitdem mit einer kurzen Unterbrechung von 1998 bis 2000 kontinuierlich angehört. Fransen hat die Geschicke seines Groninger Vereins nach seinem Karriereende laufend mitverfolgt und öffentlich kommentiert; er trat häufig in den Medien und im Stadion auf und galt als „Clubikone“ des FC Groningen.
Beim Heimspiel gegen den FC Twente am 12. August 2015 (Spielergebnis 1:1) gedachten vor dem Anpfiff im Euroborg-Stadion mehr als 21.000 Zuschauer dem verstorbenen Vereinsidol mit einer Schweigeminute, bei der in den Zuschauerrängen ein großformatiges Transparent mit dem Porträtbild von Piet Fransen entfaltet wurde.